# Ruta Estatal de Nevada 604
La Ruta Estatal 604 pero conocida como Las Vegas Boulevard. La ruta empieza en Jean, Nevada donde interseca con la Ruta Estatal 161 y termina al norte de Las Vegas en la Interestatal 15 cerca de Apex. La carretera no está pavimentada y nivelada entre Jean y Primm.
La Ruta Estatal 604 fue una sección de la US-91, y fue co-firmado con la US-466 al sur de la Calle Fremont en el downtown de Las Vegas y fue co-firmada con la US-93 al norte del centro de Las Vegas. 
La sección al sur de Las Vegas fue comúnmente conocida como Los Angeles Highway y pasaba por Sloan, Nevada y Jean antes de terminar en el desierto de Mojave. Casi al norte de Jean,Nevada Historical Marker 195 el último empalme en donde la línea del ferrocarril de San Pedro, Los Ángeles y Salt Lake era conducida.

## Paseo de Las Vegas

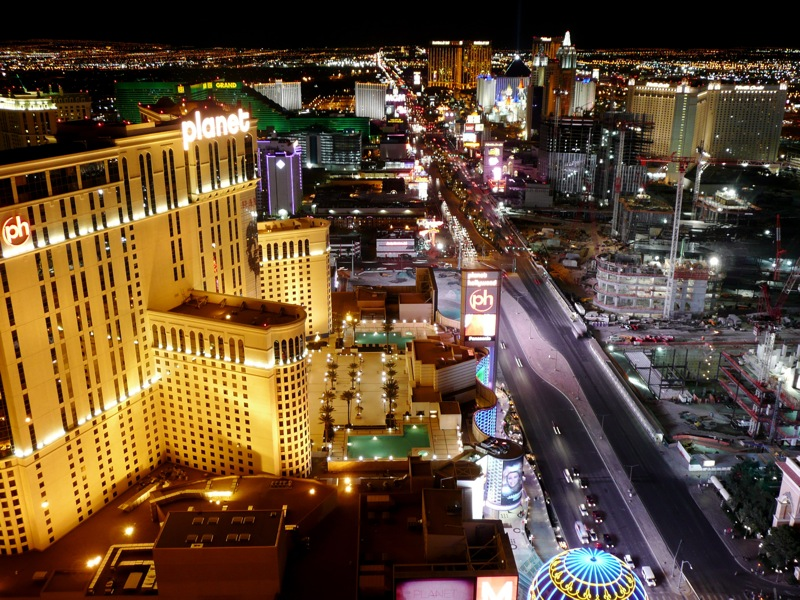
el paseo de Las Vegas se reduce a cuatro carriles al norte del strip hasta llegar al centro de la ciudad. A la izquierda el nuevo hotel Planet Hollywood.

El paseo de Las Vegas es el nombre actual para la ruta 604 en la ciudad de Las Vegas. Esta sección de la carretera ha tenido muchos nombres, incluyendo; 5th Street, autopist Arrowhead, la autopista de Los Ángeles, autopista de Salt Lake, U.S. Highway 91 (todo el segmento), U.S. Highway 93 (desde Fremont Street north), U.S. Highway 466 (desde Jean hasta Fremont Street, incluyendo el Strip de Las Vegas) y la Ruta Estatal 6 (el segmento completo). 
Con la construcción de la I-15, el paseo de Las Vegas pasó de ser la calle principal hasta convertirse en la única arteria principal para viajeros. Su nombre representa lo tan importante que se ha convertido durante estos últimos años en la economía local sin importar que nombres tenía antes cuando servía como la única entrada a la ciudad. 
Aunque el BLVD Las Vegas, pasa por la ciudad de Las Vegas, Nevada se encuentra más en el condado de Clark, Nevada. "El Boulevard", a como es algunas veces llamado por los residentes de Las Vegas, empieza en Apex, Nevada y continua al extremo sur, 2 millas al sur de Jean, Nevada.
En su extremo norte en Apex, el Boulevard empieza en un complejo industrial de una planta de manufacturación y una Planta eléctrica a lo largo de la línea Union Pacific Railroad. Mientras uno va hacia el sur, la carretera se encuentra con la Base de la Fuerza Aérea Nellis en el este y en la parte oeste al Las Vegas Motor Speedway. 
En el norte de Las Vegas, la carretera pasa por una de las áreas comerciales más antigua del área. Cuando la carretera se aproxima a Las Vegas, se verán uno de los casinos más viejos y famosos en el ámbito de table dance
Cuando se entra a la ciudad de Las Vegas, cientos de anuncios, carteles o letreros se exhiben en el Boulevard mostrando numerosos museos y shows como el antiguo parque histórico Mormón y el Museo de Neón en la Experiencia de la calle Freemont. Al cruzar la calle Washington, el Paseo fue designado como el Downtown Las Vegas Boulevard Scenic Byway por el estado. Esta designación continua hasta la avenida Sahara.
Más al sur esta un tramo de carretera que tiene muchos de los antiguos motele s, bares y capilla de bodas que eran muy representativos del viejo Las Vegas y antes de la llegada de la era de los megaresorts. 

### Las Vegas Strip

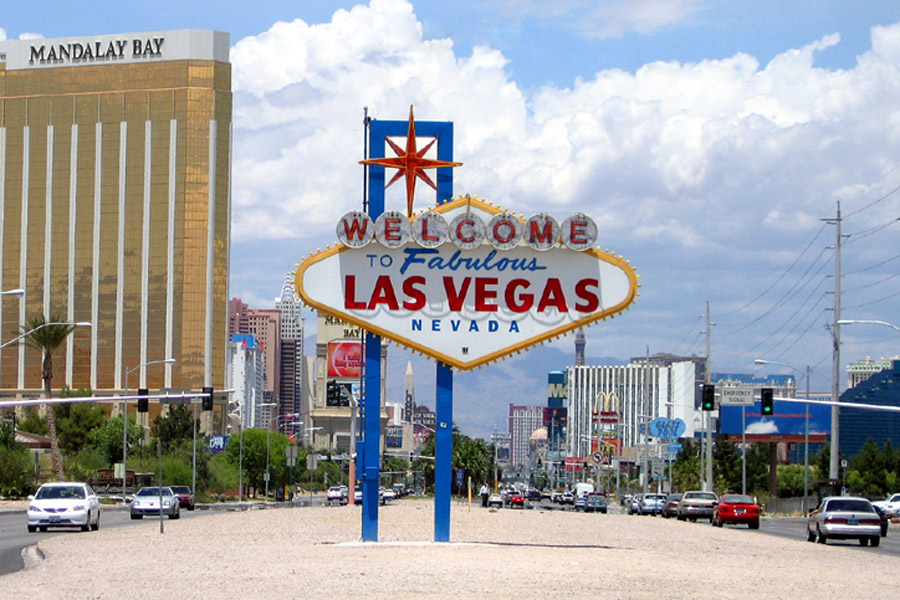
Letrero de Bienvenido a la Fabulosa Las Vegas, foto tomada mirando hacia el norte del strip

En este punto del Paseo entra a la ciudad de Las Vegas y toma el nombre no oficial de Las Vegas Strip en las siguientes cuatro millas. En esta parte del Paseo de Las Vegas empieza desde la Estratosfera y sigue hasta el Mandalay Bay. Esta sección es la más conocida por los turistas; es donde se encuentra la mayoría de los megaresorts con sus mundialmente famosas luces de neón. Fue designada como una carretera All-American Road. Al final del "The Strip", la carretera pasa por el letrero que dice "Welcome to Fabulous Las Vegas" (Bienvenido a la Fabulosa Las Vegas en español) y sigue hasta el lado occidental del Aeropuerto Internacional de Las Vegas. 
La parte sur del Strip es comúnmente usado para describir la sección del Boulevard Las Vegas entre la calle Blue Diamond y St. Rose Parkway. Al sur de la avenida Russell, el Departamento de Transporte de Nevada asume la responsabilidad para desarrollar esa área, a excepción de los nuevos centros comerciales, hotels y condominios mientras que el paseo sigue hasta la Interestatal 15.